# Соколов Петро Максимович
Петро Максимович Соколов (Соколенко) (13 червня 1827 с. Славгород Охтирського повіту (нині Краснопільського району Сумської області) — 13 лютого 1887, Тростянець) — український художник та поет.

## Навчання
П. Соколов (Соколенко) народився в сім'ї кріпака. З 6 років навчався у попа в маєтку князя О. Голіцина в Тростянці, де почав малювати. В 1850—1860 роках коштом князя навчався в Санкт-Петербурзі малярству в художника О. Травіна, відвідував лекції в Академії мистецтв.
В Петербузькій Академії мистецтв він познайомився з Тарасом Шевченком, з яким співпрацював та дружив. Він присвятив йому ряд поезій, малюнків із зображенням Кобзаря.
В грудні 1860 р. П.Соколов був викуплений з кріпацтва за 900 карбованців у князя Голіцина
Не здобувши застосування свого таланту в столиці, П.Соколоенко у 1866 року повернувся до Тростянця. він на рідну землю. В 1867 році він одружується на землячці і переїжджає до Тростянця. Потім на хуторі Смородиному біля болота будує собі хату.
Український письменник Павло Арсенович Грабовський, що зустрівся наприкінці 1870-х років з Петром Соколенком згадував у нарисі «Невідомі творці», що був опублікований у 1892 році у львівському журналі «Зоря»:
|  | «В Охтирському… повіті стрів я в кінці 70-х років цікаву людину – старого маляра… То був колись кріпак князя Голіцина; з малих літ пан відвіз його до Петербурга, як способного хлопця учитись малярству заради панських потреб… Він був в Академії художеств, водив знайомство з малярами-худогами і знався з нашим славним Шевченком. На спогад тих взаємин у нього осталася навіть парусова жилетка Шевченкова, – я, власне, бачив її, бачив на ній невеличку печатку незабутнього Тараса: червоний обідець, а всередині – ініціали: «Т. Ш.»… А що найцікавіше для нас – він складав українські пісні, під час доволі гарні» |

.

## Творчість
П. Соколов працював над росписом Ісаакіївського собору.
На Тросятнеччині П.Соколенко розписувва церкви, писав ікони, а також картини побутового жанру, пейзажи та портрети.
Автор кількох віршів. Микола Леонтович поклав на музику вірш «Прощай, село ріднесеньке». Цю пісню вважають народною.

### Виставки
Твори і особисті речі П. Соколенка зберігаються в Інституті літератури імені Тараса Шевченка НАН України, в Охтирському краєзнавчому музеї.

## Родина
У П. Соколенка народилось одинадцятеро дітей, п'ятеро з яких померли ще маленькими. Десь в роках 50-х — 60-х XX ст. в Тростянці жила його онука Любов Алтухова.